# Phaonia subscutellata
Phaonia subscutellata este o specie de muște din genul Phaonia, familia Muscidae, descrisă de Xue în anul 1991.
Este endemică în Jilin. Conform Catalogue of Life specia Phaonia subscutellata nu are subspecii cunoscute.